# Taylor Lewan
Taylor Curtis Lewan (Scottsdale, 21 luglio 1991) è un giocatore di football americano statunitense che milta nel ruolo di offensive tackle nella National Football League (NFL). Fu scelto come undicesimo assoluto nel Draft NFL 2014 dai Tennessee Titans. Al college ha giocato a football all'Università del Michigan.

## Carriera universitaria

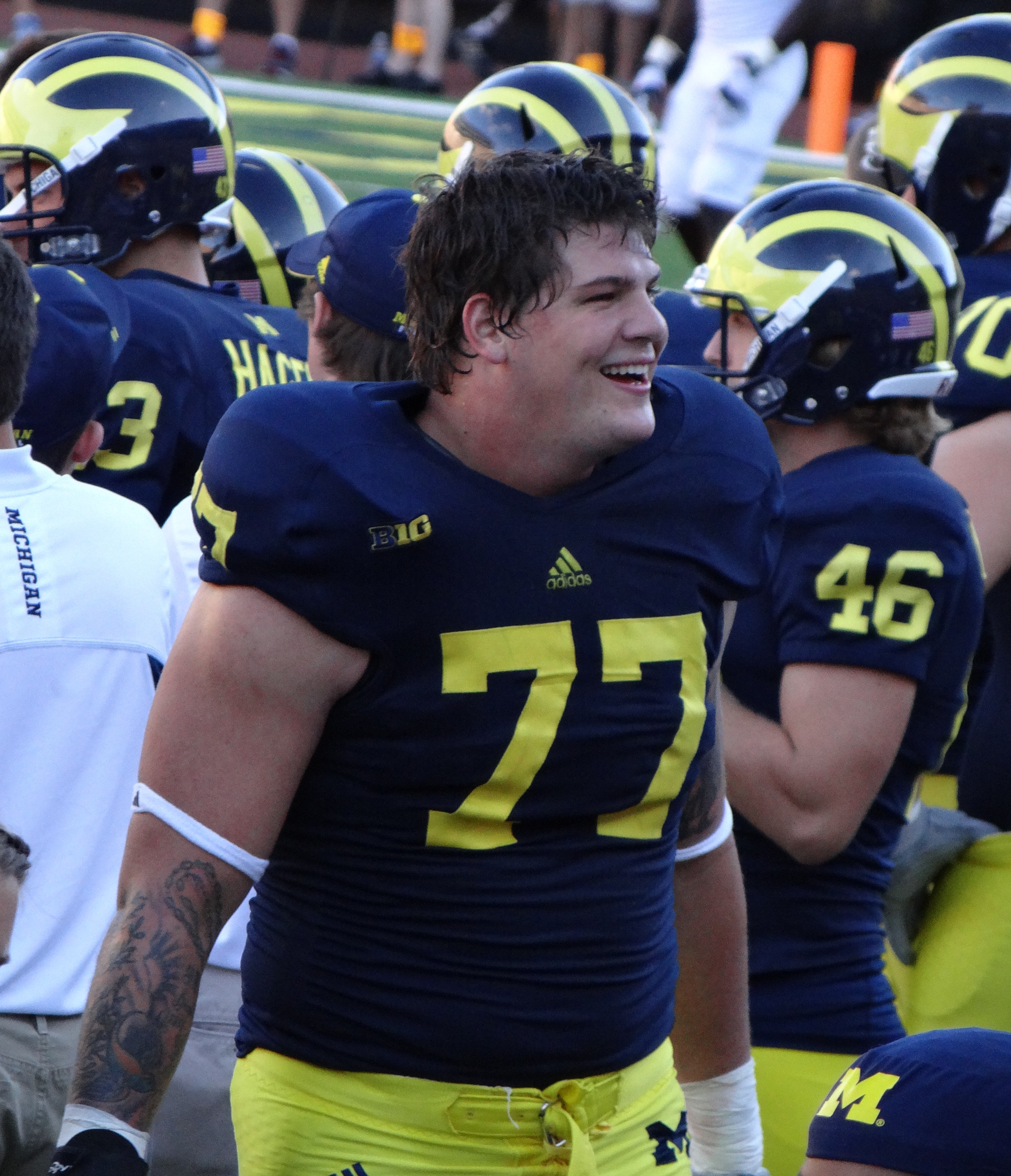
Lewan nel 2012

Lewan si iscrisse alla University of Michigan nel 2009, passando il suo primo anno come redshirt, poteva cioè allenarsi con la squadra ma non scendere in campo. Nel 2010 sostituì Mark Huyge come tackle sinistro della gara contro Bowling Green, conservando il ruolo come titolare per tutto il resto della sua esperienza nel college football. Nel 2011 fu inserito nella seconda formazione ideale della Big Ten Conference. Nel 2012 e 2013 fu premiato come offensive lineman dell'anno della Big Ten, venendo proclamato in entrambi gli anni anche All-American.
Premi e riconoscimenti
- Second-team Freshman All-America - 2010
- Freshman All Big-Ten - 2010
- Honorable mention All-American - 2011
- (2) Rimington-Pace Offensive Lineman of the Year - 2012, 2013
- (3) First-team All-Big Ten - 2011, 2012, 2013
- (2) First-team All-American - 2012, 2013

## Carriera professionistica

### Tennessee Titans

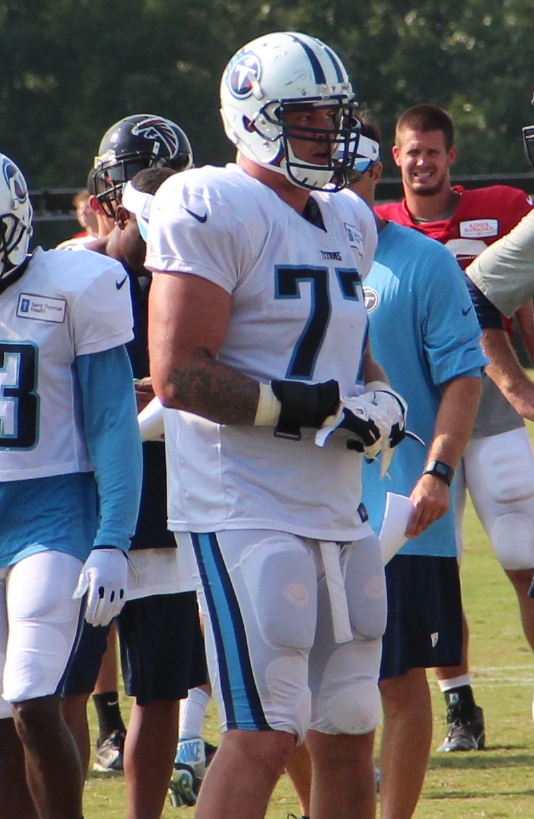
Lewan nella sua stagione da rookie nel 2014

Lewan era considerato dagli analisti uno dei miglior offensive tackle disponibili e una scelta della prima metà del primo giro del Draft 2014. L'8 maggio fu scelto come undicesimo assoluto dai Tennessee Titans. Debuttò come professionista subentrando nella vittoria della settimana 1 contro i Kansas City Chiefs e concluse la sua prima stagione disputando 11 partite, di cui 6 come titolare, venendo inserito nella formazione ideale dei rookie dalla Pro Football Writers Association. Nella successiva disputò tutte le partite come titolare tranne l'ultima, saltata a causa di una commozione cerebrale subita la settimana precedente.
Nel 2016, Lewan fu convocato per il primo Pro Bowl in carriera, selezione avvenuta anche l'anno successivo.
Il 27 luglio 2018, Lewan firmò un rinnovo quinquennale del valore di 80 milioni di dollari con Titans che lo rese l'offensive lineman più pagato della lega
Il 24 luglio 2019 Lewan fu sospeso dalla lega per quattro partite per uso di sostanze dopanti.
Il 22 febbraio 2023 Lewan fu svincolato dai Titans.

## Palmarès
- Convocazioni al Pro Bowl: 3

2016, 2017, 2018
- PFWA All-Rookie Team - 2014